# Sant'Eustachio (rione de Roma)
Sant'Eustachio es el octavo rione de Roma, indicado como R. VIII. Recibe su nombre de la Basílica de Sant'Eustachio.

## Geografía física

### Territorio
El rione limita con:
- Campo Marzio: Via dei Portoghesi, Via della Stelletta, Piazza di Campo Marzio y Via di Campo Marzio
- Colonna: Via della Maddalena, Piazza della Maddalena, Via del Pantheon, Piazza della Rotonda
- Pigna: Via della Rotonda, Piazza santa Chiara, Via di Torre Argentina, Largo di Torre Argentina
- Sant'Angelo: Largo Arenula, Via di sant'Elena, Via in Publicolis, Via di Santa Maria del Pianto
- Regola: Via Arenula, Piazza Cairoli, Via dei Giubbonari
- Parione: Via dei Chiavari, Piazza dei Satiri, Largo Pallaro, Largo dei Chiavari, Corso Rinascimento, Piazza delle Cinque Lune
- Ponte: Piazza Sant'Agostino, Via dei Pianellari

## Historia

### Escudo
Cabeza de ciervo de oro (símbolo del santo que da nombre al rione) con el busto de Cristo en campo gules.

## Monumentos y lugares de interés

### Arquitectura civil
- Palazzo Baldassini
- Palazzetto del Burcardo
- Palazzo Giustiniani
- Palazzo Maccarani Stati
- Palazzo Madama, sede del Senado
- Palazzo Mazzetti di Pietralata
- Palazzo Vidoni Caffarelli
- Palazzo della Sapienza, sede del Archivio di Stato di Roma
- Biblioteca e museo teatrale del Burcardo
- Teatro Valle

### Arquitectura religiosa
- Basílica de Sant'Eustachio
- Basílica de Sant'Agostino in Campo Marzio
- Basílica de Sant'Andrea della Valle

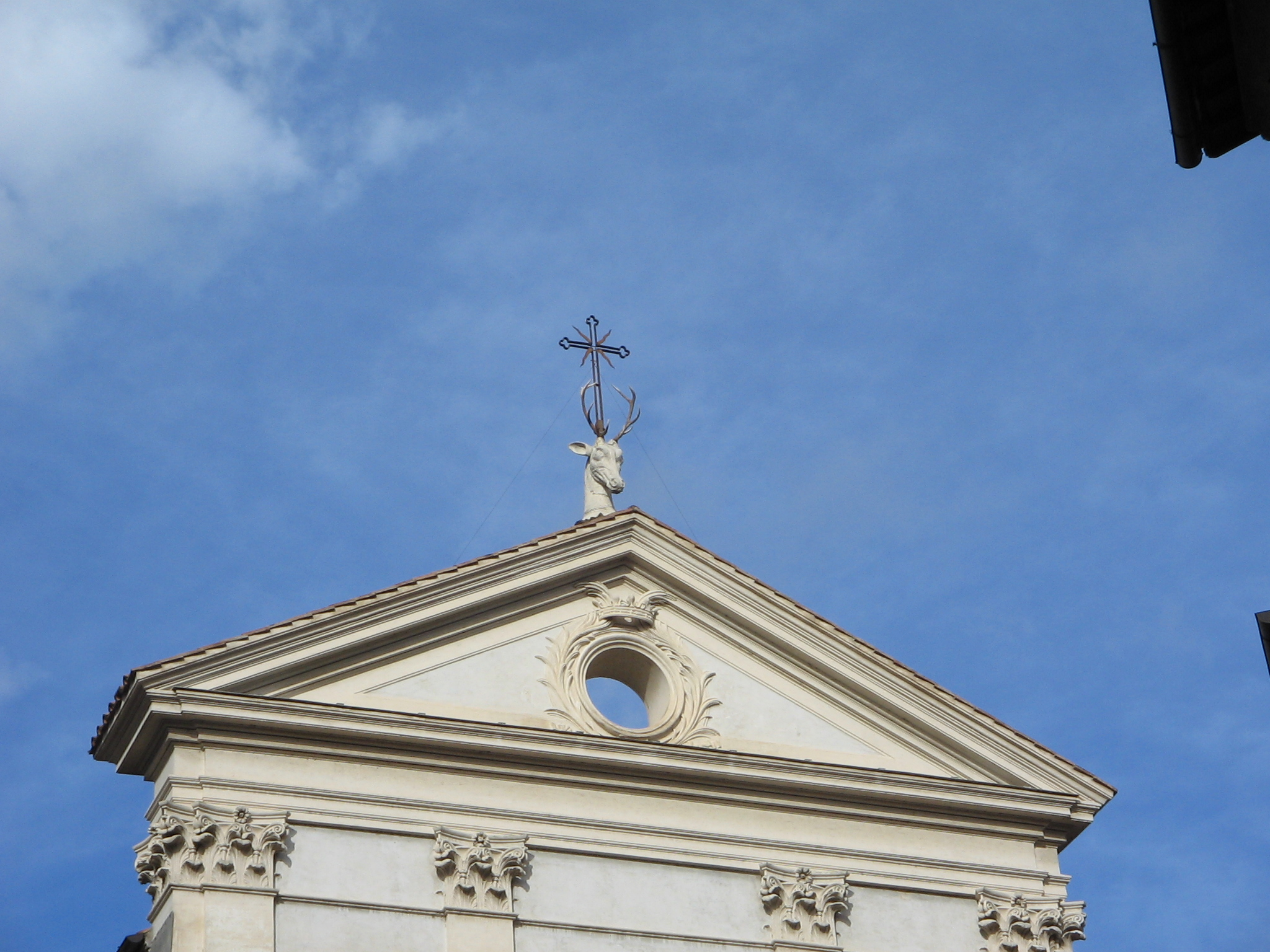
El tímpano de la iglesia con la cabeza del ciervo.

- Iglesia de los Santos Benedetto y Scolastica all'Argentina
- Iglesia de Sant'Ivo alla Sapienza
- Iglesia de San Luigi dei Francesi
- Iglesia de San Salvatore alle Coppelle
- Iglesia de Santa Maria in Publicolis
- Iglesia del Santissimo Sudario dei Piemontesi
- Iglesia de San Giuliano dei Fiamminghi
- Iglesia de Gesù Nazareno
- Iglesia de Santa Maria in Monterone
- Iglesia de San Carlo ai Catinari
- Iglesia Evangélica Bautista de Via del Teatro Valle

Desaparecidas
- Iglesia de Sant'Anna dei Falegnami
- Iglesia de Sant'Elena dei Credenzieri

### Otro

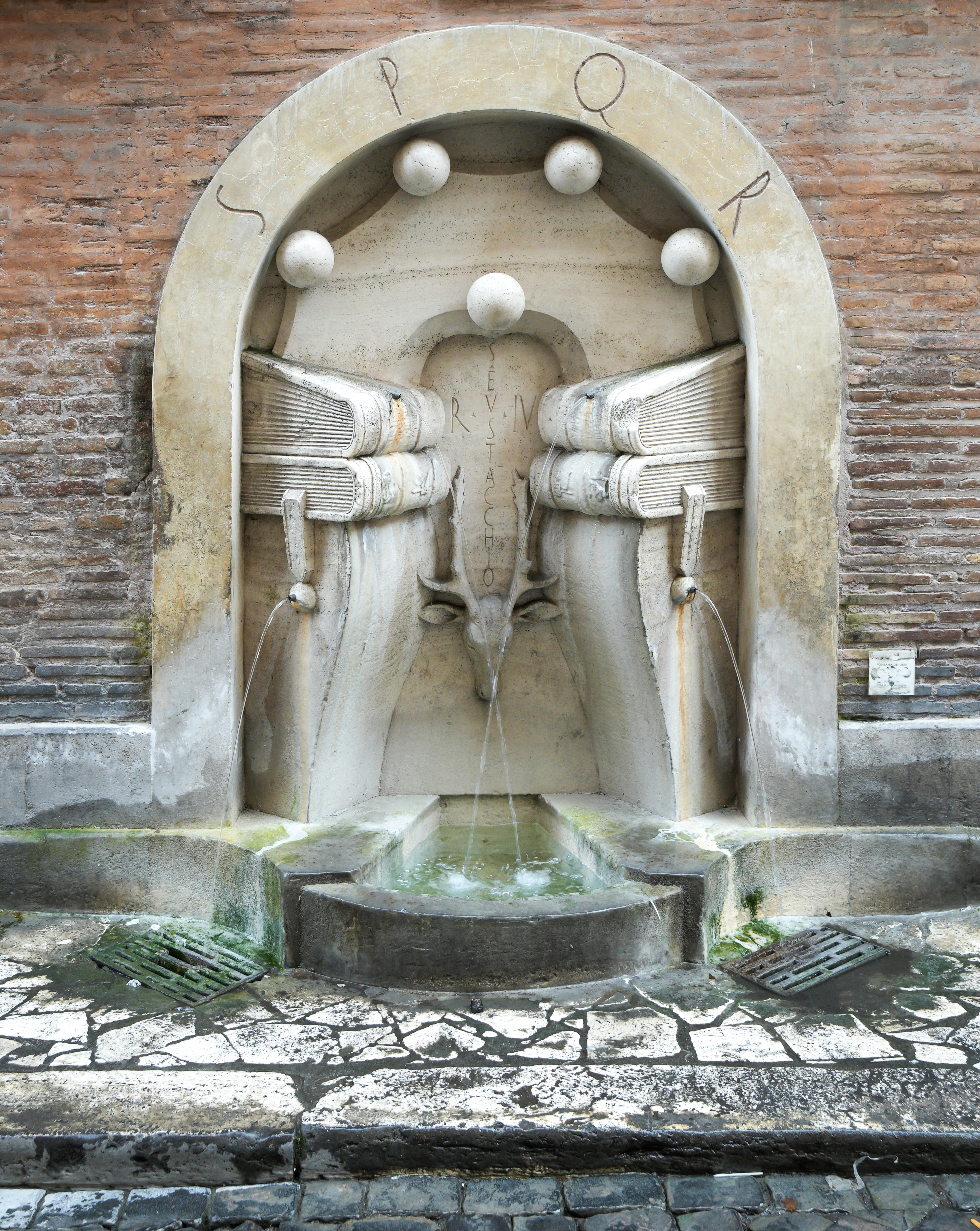
Fontana di Libri.

- Abate Luigi, una de las estatuas parlantes de Roma
- Fontana dei Libri, de Pietro Lombardi.

## Geografía humana

### Plazas
- Piazza Sant'Agostino
- Largo Arenula
- Piazza B.Cairoli
- Piazza in Campo Marzio
- Piazza dei Caprettari
- Piazza e passetto delle Cinque Lune
- Piazza delle Coppelle
- Largo del Costituente
- Piazza Sant'Eustachio
- Piazza Madama
- Piazza Rondanini
- Piazza della Rotonda
- Piazza di Sant'Andrea della Valle
- Piazza di Santa Chiara
- Piazza di San Luigi dei Francesi
- Largo della Sapienza
- Largo del Teatro Valle
- Piazza Vidoni

### Calles
- Corso del Rinascimento
- Corso Vittorio Emanuele II
- Via Arenula
- Via de' Barbieri
- Via G. Borgi
- Via de' Chiavari
- Vicolo de' Chiodaroli
- Via delle Coppelle
- Vicolo delle Coppelle
- Salita de' Crescenzi
- Via della Dogana Vecchia
- Via de' Giubbonari
- Via Giustiniani
- Via della Maddalena
- Via del Melone
- Via del Monte della Farina
- Via Monterone
- Via de' Nari
- Via del Pantheon
- Via de' Pianellari
- Via de' Portoghesi
- Via del Pozzo delle Cornacchie
- Via del Redentore
- Via della Rosetta
- Via della Rotonda
- Via di S. Agostino
- Via di S. Anna
- Via di S. Eustachio
- Vicolo della Vaccarella
- Via di S. Giovanna D'Arco
- Via della Scrofa
- Via de' Sediari
- Vicolo Sinibaldi
- Via degli Spagnoli
- Via degli Staderari
- Via della Stelletta
- Via del Sudario
- Via del Teatro Valle
- Via di Torre Argentina
- Vicolo della Vaccarella
- Via della Palombella

Desaparecidas
- Vicolo dell'Abate Luigi
- Vicolo de' Boccamazzi
- Via delle Cinque Lune
- Vicolo del Pino
- Vicolo del Pinacolo
- Via della Sapienza
- Via della Valle